# Доменис (Удине)
Доменис је насеље у Италији у округу Удине, региону Фурланија-Јулијска крајина.
Према процени из 2011. у насељу је живело 10 становника. Насеље се налази на надморској висини од 362 м.